# Mandarina polita
Mandarina polita је пуж из реда Stylommatophora и фамилије Camaenidae. 

## Угроженост
Подаци о распрострањености ове врсте су недовољни.

## Распрострањење
Јапан је једино познато природно станиште врсте.

## Станиште
Врста Mandarina polita има станиште на копну.